# باشگاه فوتبال رنجرز هونیارا
رنجرز یک باشگاه فوتبال مشهور از جزایر سلیمان است که در لیگ اتحادیه هونیارا و در مسابقات قهرمانی باشگاهی ملی جزایر سلیمان بازی می‌کند.
رنجرز ۸ بار در سال‌های ۱۹۸۵، ۱۹۸۸، ۱۹۹۱، ۱۹۹۵، ۱۹۹۶، ۱۹۹۷، ۱۹۹۸ و ۱۹۹۹ قهرمان لیگ هونیارا شد. این باشگاه یک بار در لیگ قهرمانان اقیانوسیه، در سال ۱۹۸۷ بازی کرده است و در مراحل مقدماتی مسابقات به فینال رسید و در آنجا از با شکست خورد.